# Чарльз, Бисмарк
Бисмарк Чарльз Кварена Си (англ. Bismark Charles Kwarena Sie; род. 26 мая 2001, Берекум, Гана) — ганский футболист, нападающий клуба «ЦСКА» (София). Обладатель Кубка Болгарии.

## Карьера
Играл на молодёжном уровне за «Берекум Челси».

### «Вуштрриа»
В феврале 2020 года стал игроком клуба «Вуштрриа» из Косова. Дебютировал в Суперлиге Косова в марте 2020 года в матче с «Дукаджини», отличившись забитым мячом на 73-й минуте.

### «Трепча’89»
В августе 2020 года перешёл в клуб «Трепча’89». Дебютировал за клуб в Суперлиге Косово в матче с клубом «Арберия».

### «ЦСКА»
В феврале 2021 года подписал контракт с софийским «ЦСКА». Дебютировал в Первой лиге Болгарии в матче с «Лудогорцем», заменив Георгия Йомова на 76-й минуте. В Кубке Болгарии дебютировал в матче 1/8 финала против клуба «Черно Море», где отличился забитым мячом и голевой передачей. В том же сезоне 2020/21 дошёл с клубом до финала.
19 мая 2021 года состоялся финал Кубка Болгарии, где клуб «Арда» принимал столичный «ЦСКА». Бисмарк заменил Хорди Кайседо на 61-й минуте, а на 85-й минуте с передачи Амоса Юга забил единственный гол встречи, который принёс армейцам победу.